# 30937 Bashkirtseff
30937 Bashkirtseff è un asteroide della fascia principale. Scoperto nel 1994, presenta un'orbita caratterizzata da un semiasse maggiore pari a 2,5783566 au e da un'eccentricità di 0,1166187, inclinata di 3,05224° rispetto all'eclittica.
L'asteroide è dedicato alla pittrice ucraina Marija Konstantinovna Baškirceva attraverso il suo nome d'arte.